# Deer Island (New Brunswick)
Die in der Mitte der Passamaquoddy Bay gelegene Insel Deer Island ist ein Knotenpunkt für den Fährverkehr im Grenzgebiet der kanadischen Provinz New Brunswick und dem US-Bundesstaat Maine. Sie gehört zur West Isles Parish im Charlotte County.
Vor der südwestlichen Küste befindet sich Old Sow, der größte Gezeitenstrudel der westlichen Hemisphäre.
Fähren verkehren ganzjährig zwischen L'Etete und Lambertville sowie saisonal zwischen Leonardville und Welshpool (Campobello Island) sowie Leonardville und Eastport (Maine).
Die 45 km² große Insel ist landwirtschaftlich geprägt, die weniger als 1.000 dauerhaft in den Ansiedlungen Lambertsville, Lord’s Cove, Leonardville und Fairheaven lebenden Einwohner sind Nachkommen 1784 eingewanderter Loyalisten. Neben der Landwirtschaft sind der Tourismus und die Hummerzucht von Bedeutung.
Zwischen den Volkszählungen 2001 und 2006 fiel die Bevölkerung von 851 auf 824.